# Corralito en Henan de 2022

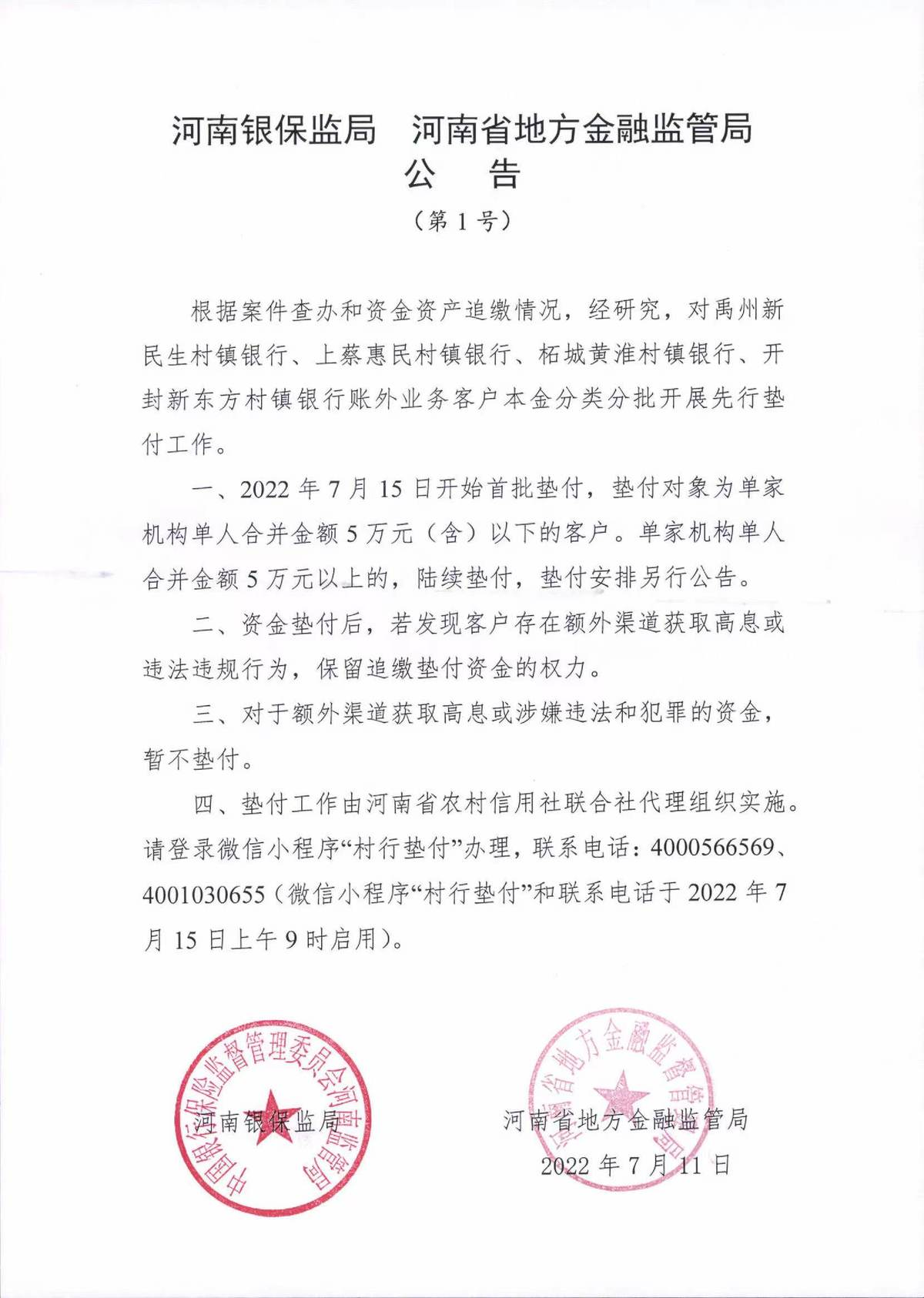
Anuncio de la Oficina Reguladora de Banca y Seguros de Henan y la Oficina Reguladora Financiera Local Provincial de Henan por el corralito.

El corralito en Henan o crisis bancaria de Henan, se refiere a la medida de protección a entidades bancarias, llamado corralito, que el gobierno de la República Popular China aplicó en la provincia de Henan desde abril de 2022, ante el creciente pánico bancario entre los contribuyentes.
El accionar del gobierno chino provocó son una serie de manifestaciones contra cuatro prestamistas regionales de la provincia de Henan por presunta corrupción financiera, que se vieron beneficiados por la protección de Pekín.  En el transcurso de los dos meses anteriores, los depositantes realizaron múltiples protestas en la ciudad de Zhengzhou, que es la capital de Henan.

## Historia

### Fondo
A partir de 2022, hay más de 1600 bancos rurales en China, ubicados en 31 provincias, lo que representa alrededor del 36 % del número total de instituciones financieras bancarias en el país. Según las estadísticas del Banco Popular de China, a partir del segundo trimestre de 2021, un total de 122 bancos rurales eran instituciones de alto riesgo, ocupando alrededor del 29% de todas las instituciones de alto riesgo.

### Cuentas congeladas

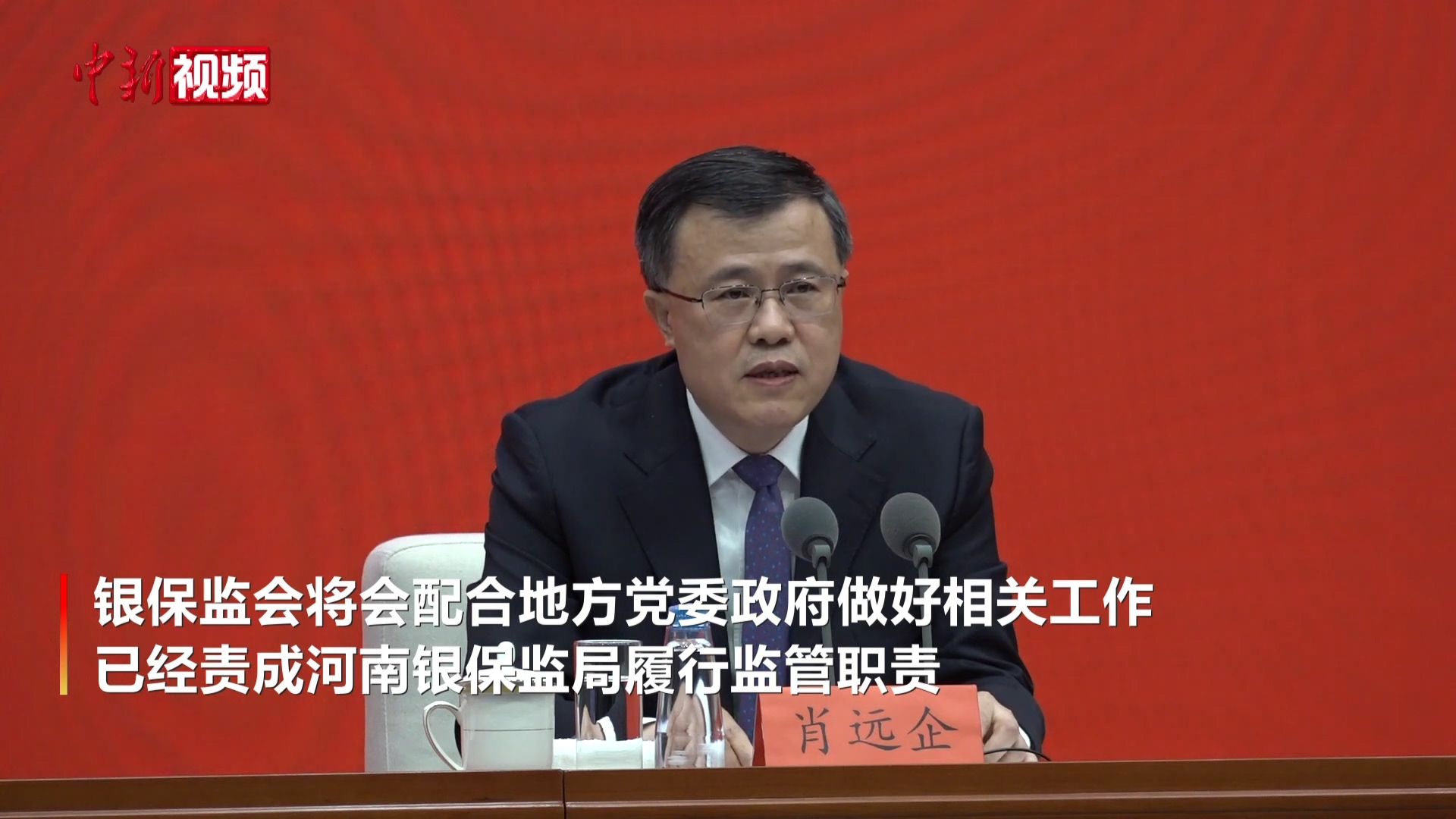
El presidente de la Comisión Reguladora de Banca y Seguros de China Xiao Yuanqi, dando una conferencia de prensa relacionado al corralito en Henan.

En abril de 2022, cuatro bancos rurales de la provincia de Henan dejaron de permitir que los clientes retiraran efectivo porque "los bancos estaban actualizando sus sistemas". A miles se les negó el acceso a sus cuentas, lo que provocó una corrida bancaria cuando los clientes de los cuatro bancos intentaron retirar sus fondos en masa.
Más tarde, sin embargo, se señaló que Sun Zhenfu, el principal accionista de los bancos, ya había sido arrestado por el gobierno por "delitos financieros graves" en marzo, y una investigación del Organismo Regulador de Seguros y Banca de China Comisión (CBIRC) escribió que una empresa de inversión privada colaboró con los bancos para atraer ilícitamente fondos públicos a través de plataformas en línea.
Los clientes comenzaron a montar pequeñas protestas. Una protesta más grande, en la que participaron miles, tuvo lugar el 23 de mayo antes de ser restringida por la policía. El South China Morning Post y la BBC informaron temores de que en junio se abusara del sistema Health Code (Código de Salud). Al convertir a los posibles manifestantes en código rojo, se les podría impedir viajar con la excusa de la COVID-19.
El 10 de julio, una protesta en Zhengzhou, a la que asistieron cientos de personas, se tornó violenta. Un grupo de uniformados se topó con la gente que protestaba y comenzó a agredirlos físicamente.

### Respuesta del CBIRC
El 12 de julio, el CBIRC anunció que comenzaría a reembolsar a los titulares de cuentas, siendo los depósitos de hasta 50 000 yuanes (7400 dólares) los primeros en ser devueltos, y el 21 de julio anunció que depositaría hasta 100.000 yuanes ($14.787).

## Efecto para la economía en general
La crisis bancaria de Henan está contribuyendo a la creciente volatilidad del sistema financiero chino. Desde al menos 2022, ha habido un número creciente de préstamos inmobiliarios en mora registrados en los libros de prestamistas regionales más pequeños. El Australian Financial Review informó que el gobierno chino no parece tener una solución satisfactoria a las crisis del sector financiero y de propiedad.